# I neri cavalieri della Morte
I neri cavalieri della morte è un racconto incompiuto scritto da Robert Ervin Howard con protagonista Solomon Kane rinvenuto dopo la morte dell'autore.

## Storia editoriale
Il frammento è stato pubblicato per la prima volta da Glenn Lord all'interno del decimo numero di The Howard Collector, primavera 1968. Successivamente il curatore scelse di non includerlo nel libro Red Shadows della Donald M. Grant Publishing e neanche nei tascabili della Centaur Press venendo ristampato solo negli anni '70 prima nel primo numero del magazine Lone Star Fictioneer 1 (primavera 1975) ad opera di Arnie Fenner e Byron L. Roark e poi in The Howard Collector della Ace Books (Aprile 1979); il testo non è stato modificato in nessuna di queste edizioni.
È stato completato in due occasioni: la prima da Fred Blosser pubblicato in Fantasy Book 2 (vol.3) nel giugno 1984, la seconda da C.J. Henderson in Crypt of Cthulhu 105 nel 2002.
È stato pubblicato per la prima volta in Italia nel settembre 1979, con il titolo "Gli oscuri cavalieri della morte", all'interno del secondo volume della collana Il Libro d'Oro della Fantascienza edita dalla casa editrice Fanucci Editore, traduzione ad opera di Roberta Rambelli.

## Trama
Dopo una introduzione poetica in cui un corvo parla di neri cavalieri immortali che cavalcano nella notte, inizia la storia: Solomon Kane cavalca di notte nella foresta quando percepisce che qualcosa percorre il sentiero nel senso opposto. In un'atmosfera spettrale il puritano si ferma con l'intenzione di estrarre la pistola quando vede arrivare un cavaliere su un nero destriero con un cappello calato sul viso e un mantello svolazzante alle spalle.
Kane cerca di farsi da parte per lasciarlo passare, ma si accorge che il sentiero è troppo stretto e la vegetazione troppo folta per riuscirci in poco tempo. Il misterioso cavaliere continua la sua corsa senza dare alcun segnale di volersi arrestare. Kane nota degli occhi fiammeggianti sul volto dello sconosciuto, ormai arrivato a poca distanza da lui, e il baluginio di una spada così gli spara. Il puritano viene attraversato da un vento gelido e sia lui che la sua cavalcatura cadono a terra venendo poi travolti dalla nera cavalcatura. 
Solomon Kane e il suo cavallo si rialzano illesi, ma l'uomo non riesce a comprendere cosa sia accaduto.

## Critica
Andrea Gualchierotti afferma che il racconto, nonostante tutto, possa essere considerato un racconto compiuto ricollegabile alle storie legate alla "caccia selvaggia" e alle narrazioni spettrali medievali, in cui si possono vedere "tutti i tratti principali dell'antico topos. Lo scenario silvano [...] soglia possibile sul mondo fatato, che altro non è che eufemistica dicitura per l'Oltretomba. Ancora: la percezione - più con lo spirito che con i sensi fisici - dell'approssimarsi di un pericolo ignoto. La visione di un destriero scatenato, le redini tenute da un nero personaggio sconosciuto intento a travolgere tutto e tutti senza riguardo. L'improvvisa scomparsa dell'apparizione, rivelatasi invulnerabile [...] quasi che [...] "non fosse stata davvero lì"". Gualchierotti descrive il racconto come inquietante, brevissimo e riuscito nel suo scopo, "aprendosi e chiudendosi bruscamente, proprio come l'episodio soprannaturale in cui incappa Kane", lasciando il lettore ad immaginare come sarebbe potuto proseguire.

## Fumetti
Il frammento è stato adattato e completato a fumetti in due occasioni: nel 1994 ad opera della Marvel Comics all'interno del magazine antologico Savage Sword of Conan e nel 2010 attraverso una miniserie edita dalla Dark Horse Comics.
| Data          | Edizione inglese                                       | TItolo                                                 | Titolo italiano                                                  | Sceneggiatura | Disegni           | Colori        | Copertina        | Prima edizione italiana                        | Data italiana |
| ------------- | ------------------------------------------------------ | ------------------------------------------------------ | ---------------------------------------------------------------- | ------------- | ----------------- | ------------- | ---------------- | ---------------------------------------------- | ------------- |
| Marzo 1994    | Savage Sword of Conan 219 (Marvel Comics)              | Death's Dark Riders: Part One                          | I neri cavalieri della morte, parte 1                            | Roy Thomas    | Colin McNeil      | Bianco e nero | Colin McNeil     | La Spada Selvaggia di Conan 98 (Panini Comics) | Febbraio 1995 |
| Aprile 1994   | Savage Sword of Conan 220 (Marvel Comics)              | Death's Dark Riders: Part Two - Death's Dark Tower     | I neri cavalieri della morte, parte 2: La torre nera della morte | Roy Thomas    | Colin McNeil      | Bianco e nero | Colin McNeil     | La Spada Selvaggia di Conan 98 (Panini Comics) | Febbraio 1995 |
| Gennaio 2010  | Solomon Kane: Death's Black Riders (Dark Horse Comics) | Solomon Kane: Death's Black Riders (Dark Horse Comics) | I cavalieri neri della morte                                     | Scott Allie   | Mario Guevara Sr. | Juan Ferreyra | Darick Robertson | Cosmo Serie verde 43 (Editoriale Cosmo)        | Marzo 2017    |
| Febbraio 2010 | Solomon Kane: Death's Black Riders (Dark Horse Comics) | Solomon Kane: Death's Black Riders (Dark Horse Comics) | I cavalieri neri della morte                                     | Scott Allie   | Mario Guevara Sr. | Juan Ferreyra | Darick Robertson | Cosmo Serie verde 43 (Editoriale Cosmo)        | Marzo 2017    |
| Marzo 2010    | Solomon Kane: Death's Black Riders (Dark Horse Comics) | Solomon Kane: Death's Black Riders (Dark Horse Comics) | I cavalieri neri della morte                                     | Scott Allie   | Mario Guevara Sr. | Juan Ferreyra | Darick Robertson | Cosmo Serie verde 43 (Editoriale Cosmo)        | Marzo 2017    |
| Giugno 2010   | Solomon Kane: Death's Black Riders (Dark Horse Comics) | Solomon Kane: Death's Black Riders (Dark Horse Comics) | I cavalieri neri della morte                                     | Scott Allie   | Mario Guevara Sr. | Juan Ferreyra | Darick Robertson | Cosmo Serie verde 43 (Editoriale Cosmo)        | Marzo 2017    |

## Edizioni
- Death's Black Riders, in The Howard Collector 10, Glenn Lord, primavera 1968.
- Gli oscuri cavalieri della morte, traduzione di Roberta Rambelli, ne Il Libro d'Oro della Fantascienza 2, Fanucci Editore, settembre 1979.